# What Remains of Edith Finch
What Remains of Edith Finch är ett äventyrsspel från 2017 utvecklat av Giant Sparrow och publicerat av Annapurna Interactive. Spelet fokuserar på karaktären Edith, en medlem av Finch-familjen. Familjen är drabbad av en upplevd förbannelse som får alla utom en medlem i varje generation att dö på ovanliga sätt. Spelet släpptes för Microsoft Windows, PlayStation 4 och Xbox One 2017 och för Nintendo Switch 2019.
Edith återvänder till sin familjs hem på en ö utanför kusten i delstaten Washington och lär sig om sina släktingar och deras död genom att besöka deras sovrum, med varje dödsfall som utspelas i en kort spelsekvens för spelaren. Spelet presenteras som en antologi av  mini-upplevelser, insvept i den dramatiska återberättelsen av familjens historia och öde genom Edith.
What Remains of Edith Finch möttes av ett positivt mottagande från kritiker, som berömde dess historia och presentation. Spelet anses vara ett exempel på videospel som konstform. Spelet vann British Academy Games Award för bästa spel 2017, och vann kategorin 'Best Narrative' vid både 2018 Game Developers Choice Awards och The Game Awards 2017, bland andra priser och nomineringar.

## Spel
What Remains of Edith Finch är ett förstapersonsutforskningsspel. Spelaren utforskar Finchhuset och den omgivande vildmarken genom en linjär serie av rum, gångstigar och hemliga krypgrunder. Spelare guidas genom huset av beskrivande röstberättelser från Edith Finch, hennes ord visas visuellt för spelaren som en del av scenen för att rikta spelarens uppmärksamhet. I huset möter spelaren en rad minnesmärken över avlidna släktingar. Spelaren gör framsteg genom att interagera med dessa helgedomar och uppleva vinjetter av släktingens död. Varje flashback varierar i spelgenre och visuell stil.

## Spelstoryn
Spelarkaraktären tar en färja till Orcas Island utanför kusten i delstaten Washington, med Edith Finchs dagbok. Tidskriften beskriver Ediths upplevelser av att återvända till sitt gamla hem på ön för första gången på sju år. Som 17-åring skriver Edith att hon är den sista överlevande medlemmen i sin familj. Spelaren tar sedan Ediths perspektiv när hon utforskar huset på nytt och upptäcker omständigheterna kring varje släktings död genom en serie vinjetter.
Edith förklarar att hennes familj tros vara förbannad på grund av de tidiga dödsfall som ofta drabbar dem. År 1937, i ett försök att undkomma förbannelsen efter sin fru Ingeborgs och nyfödde son Johanns död, emigrerar Ediths farfars farfars far Odin Finch från Norge till USA. Tillsammans med sin familj (hans dotter Edith (Edith sr., eller 'Edie'), hennes man Sven (né Hoffstad), och deras nyfödda dotter Molly), tar han med sitt familjehus med dem. Men vågor utanför stranden av Orcas Island kantrar huset och Odin drunknar. Den återstående familjen bygger ett nytt hem och tillhörande kyrkogård i närheten. Här föder Edie sedan Barbara, Calvin och Sam och Walter.
Ett tag tror Edie att de har undvikit förbannelsen, men ovanliga tragedier börjar drabba hennes familj. Vid 10 års ålder dör Molly efter att ha fått i sig fluorerad tandkräm och järnek; vid 16 mördas Barbara under en heminvasion eller underförstådd inhemsk tvist; vid 11 faller Calvin till sin död av att gunga på kanten på en klippa; vid 49 dör Edies man Sven under en byggolycka i huset; och vid 53 års ålder, efter att ha tillbringat 30 år som enstöring i en bunker under huset, traumatiserad av att bevittna Barbaras död, träffas Walter av ett tåg efter att ha klivit ut för första gången sedan dess.
Edie minns varje död genom att förvandla deras respektive sovrum till helgedomar. Sam gifter sig med en kvinna som heter Kay Carlyle och de får tre barn: Dawn, Gus och Gregory. Men Dawn är den enda som lever till vuxen ålder. Vid 22 månader drunknar Gregory i badkaret efter att ha lämnats utan tillsyn av sin mamma; och vid 13 krossas Gus av en träpåle under en storm. Sam och Kay skiljer sig, och i 33-årsåldern, medan han är på jakt med Dawn, faller Sam till sin död efter att ha blivit knuffad från en klippa av ett rådjur.
Traumatiserad flyttar Dawn till Indien, gifter sig med Sanjay Kumar och de får tre barn: Lewis, Milton och Edith (Jr.). 2002 dör Sanjay i en jordbävning och Dawn återvänder med sina barn till Finchs hem. När Milton är 11 år försvinner han oförklarligt, och Dawn blir paranoid. Hon stänger av de minnesmärkta sovrummen och förbjuder sina barn att lära sig om deras familjehistoria i ett försök att motverka den upplevda förbannelsen.
2010, efter att ha kämpat med missbruk och psykisk ohälsa, begår Lewis självmord vid 21 års ålder. Nu är Dawn desperat och beslutar att de alla måste lämna huset. Edie vägrar dock att gå, och efter ett hetsat argument flyr Dawn och Edith huset utan henne och lämnar de flesta av sina ägodelar bakom sig. Dagen efter hittas Edie död vid 93 års ålder, orsaken antyds vara komplikationer på grund av att hon konsumerade alkohol tillsammans med sin receptbelagda medicin.
Sju år senare dör Dawn av en sjukdom och 17-åriga Edith ärver egendomen. När hon återvänder till huset upptäcker Edith själv berättelserna om sin familjs unika historia, och dokumenterar sina egna tankar och upplevelser i sin dagbok. Edith avslöjar att hon är gravid och att journalen är avsedd för hennes ofödda barn ifall hon skulle dö innan hon själv kan berätta historierna för det.
I slutscenen avslöjas spelarkaraktären som Ediths son Christopher, och att Edith dog under förlossningen 2017. I en ospecificerad tidpunkt i framtiden lägger Christopher ut blommor på sin mammas grav.

## Utveckling

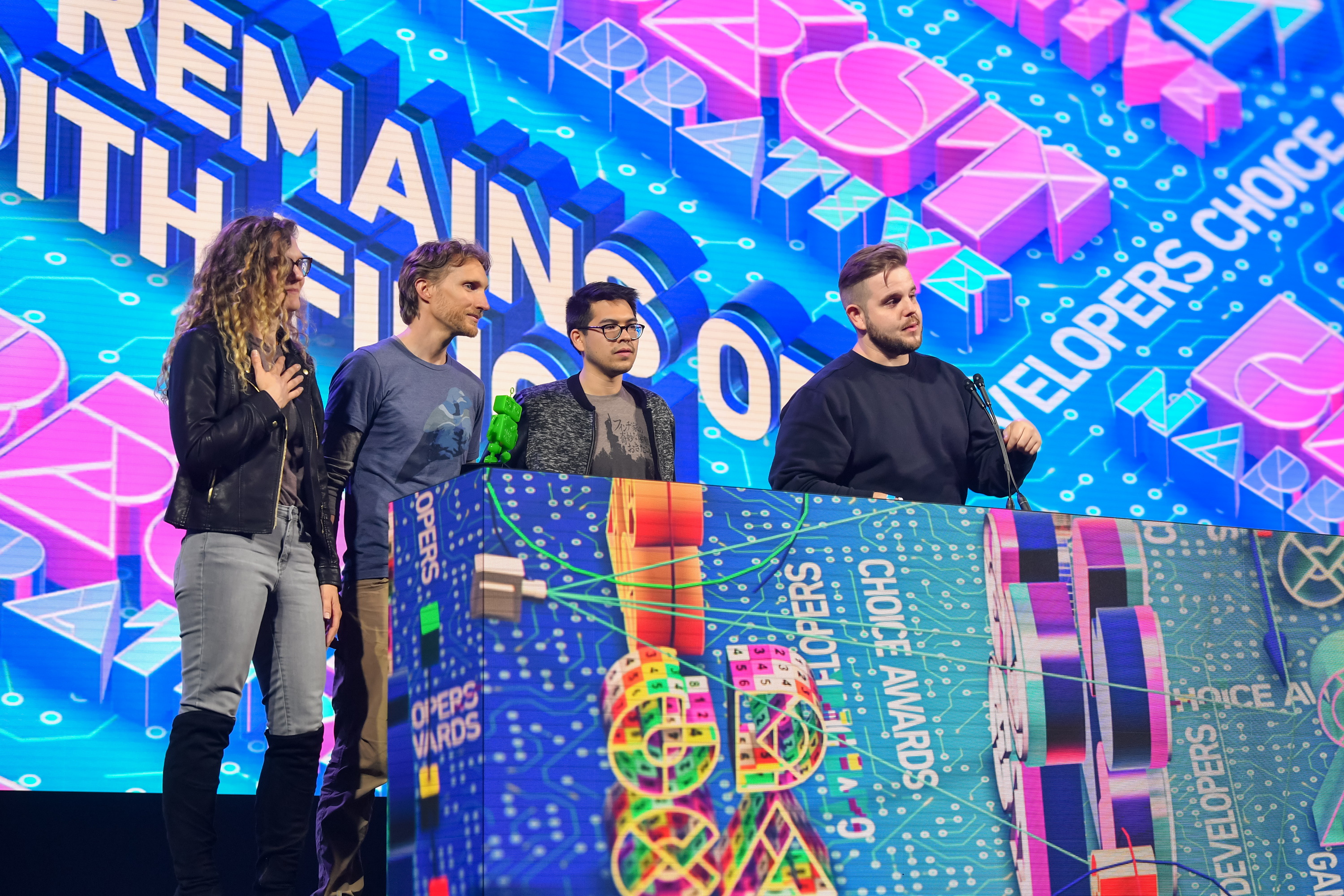
Giant Sparrow-teamet, på Game Developers Choice Awards 2018. Från vänster: Chelsea Hash, Ian Dallas, Michael Kwan, Chris Bell

What Remains of Edith Finch är det andra spelet som utvecklats av teamet på Giant Sparrow, ledd av regissören Ian Dallas. Deras debutinsats var den BAFTA-prisbelönta spelet The Unfinished Swan. Konceptet av What Remains of Edith Finch växte fram från att försöka skapa något sublimt, som beskrivits av Dallas, "en interaktiv upplevelse som frammanar hur det känns att ha en stund där du hittar något vackert, men ändå överväldigande". Dallas förkroppsligade detta koncept genom att använda sin egen erfarenhet som dykare medan han hade bott i delstaten Washington, när han sett havet falla av i mörkret i fjärran. Spelet baserades från början på denna dykningskoncept, men detta skapade ett antal problem med att förmedla berättandet. Medan spelet var i denna fas kom de på idén att använda flytande texter av berättelsen för att ses av spelaren, vilket förblev ett viktigt spelelement genom spelets pågående förändringar. Teamet kämpade på dykaridén tills Dallas kom på idén om en haj som ramlade in i en skog med ett barn som uttalade raden "och plötsligt var jag en haj", vilket väckte idén om att gå in i mer konstiga och onaturliga scenarier; detta specifika scenario skulle så småningom bli miniupplevelsen för Molly, som dog efter att ha ätit giftiga järnekbär och vars sovrum är det första som spelaren utforskar i spelet. Medan Molly-scenariot utvecklades ytterligare, fortsatte teamet att utveckla andra scenarier som fångade samma känsla, vilket gav spelaren något intressant att titta på eller göra medan spelaren visste att deras karaktärer var på väg att dö, vilket skapade den typ av upplevelse de ville framkalla.
För att länka samman dessa miniupplevelser var de tvungna att hitta på en inramning. Till en början övervägde de ett scenario som liknade The Canterbury Tales men som skulle utspela sig i en modern gymnasieskola, men insåg snart att det skulle fungera bättre att placera dessa dödsfall i ett sammanhang med en förbannad familj, och bilda ett antologiverk som The Twilight Zone, samtidigt som man lånade koncept från romanen Hundra år av ensamhet, som på liknande sätt involverade de överlappande berättelserna om olika familjemedlemmar. Med denna inställning behövde teamet sedan bara fastställa familjens genealogiska karaktär och hur huset skulle utformas. För själva huset uppgav Dallas att de hade tre ord de arbetade utifrån, sublimt, intimt och grumligt. Deras mål var att få huset att kännas som "en naturlig kraft. Det börjar se ut nästan som barken på ett träd; något som har en ordning på sig, men det är för kaotiskt för att vi ska kunna följa." Även om de hade designat alla sovrum i ungefär samma ordning som spelaren upplevde dem i spelet, var det inte förrän i det näst sista sovrummet,  som de insåg att dessa sovrum kan vara brukade säga mycket mer om varje familjemedlem efter hur de var inredda. Lewis rum blev kraftigt dekorerad med affischer och andra föremål som indikerade hans drogberoende, och teamet insåg att detta delade mycket om hans karaktär som de inte behövde kommunicera via berättarröst eller dödssekvensen. Stora förändringar gjordes i alla tidigare sovrum för att tillhandahålla liknande element för varje karaktär under de senaste månaderna innan release.
Teamet insåg också att från några av dessa miniupplevelser som de skapade, ville de lämna dem öppna för exakt vad som hände, enligt konventionen om konstiga fiktioner för att låta spelaren ifrågasätta om miniupplevelserna de hade spelat igenom var verklighet eller inte. De ville inte göra ett skräckspel, där deras syfte skulle vara att avsiktligt skrämma spelaren, utan ville låna begrepp som är vanliga inom skräckgenren, som till exempel element från Lovecraft. Spelet hade börjat med titeln The Nightmares of Edith Finch, och dess greenlight-trailer hade en spöklikare karaktär, som att huvudpersonen utforskade huset mestadels i mörkret med en ficklampa, men teamet backade så småningom av dessa element för att lämna mer kusliga inslag, och döpte om spelet till dess slutliga titel. Spelets slut ansågs vara den svåraste delen för teamet, enligt Dallas, eftersom de inte visste om de skulle avsluta spelet på en miniupplevelse som förhöjde känslan av oro från tidigare. Så småningom valde de att gå med något helt annat, en avslutning på historien som var avsedd att ge spelaren tid att reflektera över vad de just hade spelat igenom. Dallas berättade om förslag från Dino Patti från Playdead och Jenova Chen från thatgamecompany, efter ett speltest av spelet, för att inspirera graviditets- och förlossningsaspekterna att avsluta historien efter alla dödsfall som de hade upplevt. I ett ovanligt drag kan spelaren titta ner från förstapersonsvyn i spelet på Ediths kropp och se hennes mage vilket antydde att hon var gravid. Även om Dallas inte hade velat att spelaren skulle se delar av karaktärens kropp, insisterade deras teknikartist Chelsea Hash på att behålla detta, vilket Dallas senare fann vara en trevlig överraskning för spelare som upptäckte detta på egen hand.
Spelet hade varit under utveckling sedan åtminstone 2013, när Giant Sparrow samarbetade med Sony Computer Entertainment. Det avslöjades först i en trailer på scenen vid Playstation Experience 2014, som en titel som skulle bli publicerad av Santa Monica Studio, med en efterföljande trailer släppt före E3 2015. Under tiden började Sony avta på sitt stöd för oberoende utvecklade videospel, och Santa Monica Studios tog bort titeln från sin lineup. Men flera personer som hade varit på Santa Monica Studios och arbetat med Giant Sparrow lämnade studion för att bilda Annapurna Interactive, som sedan blev spelets nya utgivare. Annapurna slappnade av några av de deadlines som Sony ursprungligen hade för titeln, vilket gjorde att Giant Sparrow kunde behålla och förfina några av de mer betydelsefulla miniupplevelser de skapade som annars skulle ha varit tvungna att skära under ett stramare schema. Dessa inkluderade spädbarnet Gregory, som drunknar i badet medan hans mamma är distraherad. Drunkningssekvensen satt till "Blommornas vals" från Nötknäpparen av Pjotr Iljitj Tjajkovskij, och Lewis, ett miniäventyrsspel som utspelar sig i Lewis sinne samtidigt som man halshugger fiskar på en konservfabrik som inspirerats av "The Coronation of Mr. Thomas Shap" från The Book of Wonder. Gregorys berättelse var särskilt oroande eftersom den involverade ett spädbarns död, vilket väckte oro hos deras utgivare. För att lindra dessa, tog Giant Sparrow specifikt in föräldrar för att hjälpa till att testa spelet för att se till att berättelsen hanterade ämnet på ett känsligt sätt.
En av de mest förändrade berättelserna var Walters, Edies son som drog sig tillbaka efter sin äldre syster Barbaras död och låste in sig i en källarbunker, som decennier senare beslutade sig för att lämna via en tunnel och bli påkörd av ett passerande tåg. Ursprungligen, en gång i bunkern, skulle Walter ha upplevt stilla människor som rörde sig när han tittade bort, liknande Doctor Who's Weeping Angels eller The Prisoner, och sedan föreställa sig att han bodde på ett modelltågset där en osynlig hand skulle flytta runt bitar på uppsättningen. Båda aspekterna skulle representera tidens gång under de decennier Walter levde där, och av paranoia skulle Walter sedan fly genom tunneln mot sin bortgång. Detta trimmades till slut ned till att visa Walter gå igenom samma rutin varje dag, äta persikor från en burk, tills han en dag bestämmer sig för att fly. En annan skrotad idé för spelet var att ta in "Weird Al" Yankovic för att komponera en låt om Edie. Inspirerad av berättelsen om Harry R. Truman, en man som hade vägrat lämna sitt hem före utbrottet av Mount St. Helens, hade teamet föreställt sig ett scenario där Edie också skulle ha vägrat att lämna sitt familjehem trots hotet om en närliggande skogsbrand någon gång på 1980-talet. Med detta koncept gjorde hennes berättelse nationella nyheter och gjorde henne till en nationell ikon som, i tidslinjen, skulle Yankovic ha gjort en låt om henne som skulle ha inkluderats som en del av Edies berättelse. Denna idé kom dock för sent i utvecklingen utan tillräckligt med tid för att följa upp den.
Kompositören Jeff Russo, vars tidigare verk inkluderar soundtracken till TV-serien Fargo, The Night Of, och Power, komponerade soundtracket till What Remains of Edith Finch. Sekvensen som involverar Barbara, som blev berömd som en tonårsskrikdrottning och som längtar tillbaka till Hollywood men dör på sin födelsedag på Halloween-kvällen, spelas upp på sidorna i en serietidning efter Röster från andra sidan graven. Efter flera skräckgenretroper tänker hennes pojkvän inspirera till verklig rädsla för att få henne att återfå sitt berömda skrik, men de tycks sedan bli förföljda av en seriemördare som hon skrämmer iväg, bara för att bli ihjälskrämd av att vännerna överraskar henne för ett födelsedagskalas eller övernaturliga monster. Dallas lät Russo försöka skapa ett soundtrack som liknar temat från Alla helgons blodiga natt. Dallas hade övervägt att be Carpenter berätta om det här avsnittet, men vid den tiden pågick en strejk för röstskådespelare inom tv-spelbranschen, vilket gjorde detta omöjligt, men Carpenter gick med på att licensiera användningen av Halloween-temat för denna sekvens.

## Mottagning
What Remains of Edith Finch fick allmänt positiva recensioner på PC, Playstation 4 och Nintendo Switch-plattformar, medan Xbox One-versionen fick en "universell hyllning", enligt videospelsrecensionsaggregatorn Metacritic. 
Destructoids Brett Makedonski gav spelet 9/10 med konsensus "Ett kännetecken för excellens. Det kan finnas brister, men de är försumbara och kommer inte att orsaka massiv skada."
Marty Slivas 8,8/10 poäng på IGN sa att "What Remains of Edith Finch är en underbar upplevelse och en av de finaste magiska realismhistorierna i alla spel."
Andy Chalk's gav ett betyg på 91 av 100 på PC Gamer och sa att det var "berörande, sorgligt och briljant; en historia värd att förlåta den begränsade interaktiviteten att uppleva."